# 名古屋市立稲葉地小学校
名古屋市立稲葉地小学校（なごやしりつ いなばじしょうがっこう）は、名古屋市中村区靖国町3丁目の公立小学校。

## 歴史

### 沿革
- 1946年（昭和21年）4月15日 - 名古屋市稲葉地国民学校として設立される[1]。当時は名古屋市中村国民学校の校舎を借用していた[1]。
- 1947年（昭和22年）4月1日 - 名古屋市立稲葉地小学校と改称[1]。
- 1948年（昭和23年）3月 - 独立校舎が落成し、名古屋市立中村小学校の教室借用を終了する[1]。
- 1959年（昭和34年）9月 - 伊勢湾台風被災により、2週間の休校[1]。
- 1964年（昭和39年）12月1日 - 分校が設置される[1]。
- 1968年（昭和43年）4月1日 - 分校が名古屋市立稲西小学校として分離独立する[1]。

## 通学区域
所管する名古屋市教育委員会は、2019年（令和元年）9月1日現在、中村区のうち稲上町・稲葉地本通1丁目・香取町・草薙町・宿跡町・城屋敷町・鳥居西通・長筬町・中村町9丁目・東宿町・本陣通6丁目・向島町・靖国町の全域および稲葉地町1丁目・稲葉地本通2～3丁目の各一部を通学区域として指定している。
また、卒業後の進学先は名古屋市立豊正中学校となっている。

### WEB
1. ↑  名古屋市教育委員会事務局総務部教育環境計画室計画係 (2019年9月1日). “名古屋市立小・中学校の通学区域一覧（中村区）” (PDF).   名古屋市. 2020年8月8日閲覧。
2. ↑  名古屋市教育委員会事務局総務部教育環境計画室計画係 (2018年4月1日). “名古屋市立中学校区一覧（小→中）” (PDF).   名古屋市. 2020年8月8日閲覧。

### 書籍
1. 1 2 3 4 5 6 7 8  中村区制施行50周年記念事業実行委員会記念誌編集委員会 1987, p. 101.